# Coryanthes trifoliata
Coryanthes trifoliata là một loài lan.